# Motihari
Motihari è una suddivisione dell'India, classificata come municipality, di 101.506 abitanti, capoluogo del distretto del Champaran Orientale, nello stato federato del Bihar. In base al numero di abitanti la città rientra nella classe I (da 100.000 persone in su).

## Geografia fisica
La città è situata a 26° 38' 60 N e 84° 55' 0 E e ha un'altitudine di 61 m s.l.m..

## Società

### Evoluzione demografica
Al censimento del 2001 la popolazione di Motihari assommava a 101.506 persone, delle quali 54.629 maschi e 46.877 femmine. I bambini di età inferiore o uguale ai sei anni assommavano a 14.910, dei quali 7.811 maschi e 7.099 femmine. Infine, coloro che erano in grado di saper almeno leggere e scrivere erano 69.576, dei quali 40.265 maschi e 29.311 femmine.

### Letteratura
È la città natale dello scrittore George Orwell.